# Margarida de Borgonya i de França
Margarida de Borgonya (1290 - Gaillard 1315), infanta de Borgonya i reina consort de França i Navarra (1314-1315).
Era la filla del duc Robert II de Borgonya i Agnès de França. Per línia paterna era neta d'Hug IV de Borgonya i Violant de Dreux, i per línia materna de Lluís IX de França i Margarida de Provença. Fou germana dels ducs Hug V de Borgonya i Eudes IV de Borgonya. Es va casar el 21 de setembre de 1305 a Vernon-en-Normandia amb el príncep i futur rei Lluís X de França. D'aquest matrimoni van tenir una filla, la princesa Joana II de Navarra (1311-1349), reina de Navarra
A principis de 1314, el rei Felip IV de França va fer tancar en un castell les seves tres nores: Margarida de Borgonya, casada amb el príncep Lluís; Joana II de Borgonya, casada amb el príncep Felip; i Blanca de Borgonya, casada amb el príncep Carles, per la denúncia de la seva filla Isabel de França de tenir relacions d'adulteri amb joves cavallers de la Cort a la Torre de Nesle.
El 15 d'agost de 1315 Margarida fou trobada morta a la seva cel·la del castell de Gaillard, presumptament assassinada pel seu espòs, que desitjava poder-se casar amb Clemència d'Hongria.